# 植村實
植村 實（うえむら みのる、1910年4月13日 - 1966年5月31日）は、日本の経営者。東京都出身。

## 経歴
1933年に東京帝国大学法学部法科を卒業。住友合資、住友本社での勤務を経て、1955年に住友林業社長に就任。
1966年5月31日在職中に心筋梗塞のために死去。56歳没。